# Pletzergasse (Düren)
Die Pletzergasse in der Kreisstadt Düren (Nordrhein-Westfalen) ist eine ihrer ältesten  historischen Innerortsstraßen.

## Lage
Die Straße führt von der Oberstraße zur Straße Am Pletzerturm. Gegenüber dem Einmündungsbereich steht der denkmalgeschützte Pletzergassenturm.
Die Straße lag früher innerhalb der Dürener Stadtbefestigung.

## Geschichte
Die Pletzergasse wurde bereits 1355 erwähnt und führte damals von der Oberstraße in östlicher Richtung bis zum ehemaligen Jesuitenkolleg, bog dann im rechten Winkel zur Kölnstraße ab. Die Gasse hieß außerdem auch Gertrudenstraße nach der Nmanespronin des Alexianer- oder Cellitinnenkloster, welches im ersten Abschnitt der Gasse stand. Zur Kölnstraße hin hieß ein Teil zeitweise Wurstgasse.
Über die Namensherkunft besteht Uneinigkeit. Einmal wird Pletzer von Plei, einem Platz, der an der Straße lag, abgeleitet, zum anderen wird der Name auf Pletzer (minderwertiges Fleisch, Wurst aus Fleischabfällen) zurückgeführt.